# Kaettekita Urutoraman
O Regresso de Ultraman (帰ってきたウルトラマン, Kaettekita Urutoraman) é uma série televisiva japonesa de ficção científica tokusatsu produzida pela Tsuburaya Productions. A quarta entrada na série Ultra, a série foi para o ar na Tokyo Broadcasting System de 2 de abril de 1971 a 31 de março de 1972. O sucesso foi suficiente para inspirar um segundo “Kaiju Boom” no Japão, com estúdios rivais a produzirem as suas próprias séries de tokusatsu e a Tsuburaya Productions a produzir anualmente outras séries Ultraman durante os três anos seguintes. Antes do lançamento da série, Ultra Q, Ultraman e Ultraseven eram títulos autónomos, no entanto, O Regresso de Ultraman é a primeira série a unir as três primeiras séries num universo interligado.
Criado por Hajime Tsuburaya, filho de Eiji Tsuburaya, o seriado teve altas doses de ação, um dos mais eletrizantes seriados da Família Ultra.
A série teve a participação especial do ator Akiji Kobayashi, o capitão Muramatsu da Patrulha Científica ou S.I.A. nos episódios 13 e 14. Ultraman Jack teria a presença dos seus irmãos: Ultraseven no 18 e no 38; e do primeiro Ultraman no 38 e no 51 (em sonho, alertando o seu irmão).
Posteriormente (em 1984), o herói da série (que até então era chamado apenas de Ultraman) foi rebatizado como Ultraman Jack, para evitar confusões com o primeiro Ultraman.

## História
Esta série é uma continuação do Ultraman e Ultraseven original que se passa em 1971, quatro anos depois de Ultraseven ter deixado a Terra e cinco anos depois de Ultraman ter vindo para a Terra. O primeiro episódio começa com uma luta entre dois monstros gigantes chamados Takkong e Zazarn em Tóquio. No meio da destruição dos monstros, o jovem piloto de carros de corrida Hideki Go é morto ao tentar salvar um rapazinho e um cão dos escombros. O seu valente sacrifício é notado por todos, incluindo os seus amigos e a nova força de defesa GAM (Grupo de Ataque aos Monstros), mas um ser invisível também repara. A olhar para Hideki está o “Novo Ultraman” (“Ultraman Jack”), que fica tão comovido com o heroísmo do piloto de corridas que decide combinar a sua força vital com a de Hideki, trazendo-o de volta à vida (tal como o Ultraman original fez com Shin Hayata), para grande espanto de todos. O GAM pede então a Hideki para se juntar à equipa, o que ele faz, especialmente porque nesta nova e assustadora “Era dos Monstros”, a Terra vai precisar de um salvador. Em tempos de crise, Hideki levanta o braço direito e, por força de vontade, transforma-se em Ultraman para combater os monstros. Para além disso, o Ultraman original e o Ultraseven observam as batalhas do Novo Ultraman e oferecem a sua ajuda quando ele está em perigo.

## No Brasil
A série foi dublada pelo extinto estúdio de dublagem Cinecastro e estreou na TV Tupi em 1975, durante o programa do Clube do Capitão AZA. Em 1976, passaria a ser exibida, diariamente, ao meio-dia, saindo do ar após um ano e meio, quando deu espaço ao seriado Mundo Animal. Voltaria ao ar pela TV Record, em 1979.
Já nos anos 80, foi exibida pelo SBT, alternando horário com o Ultraman original, dando a entender que se tratava do mesmo herói, o que não era verdade. Em 1986, a série passou a ser exibida no programa do TV Powww!. Naquele mesmo ano, mudaria de lugar: era exibida no carrossel de desenhos do SBT, como tapa-buracos, às 19h. Em 1987, fez parte das atrações do programa Oradukapeta.
Sua última exibição foi no dia 3 de Novembro de 1987, às 15h00 da tarde, na TV Record do Rio de Janeiro.
O episódio seis só foi exibido durante a exibição da série na TV Tupi (nos anos 1970), devido a um problema relacionado a qualidade de áudio do episódio. Outro fato curioso: vários episódios eram exibidos fora de ordem, o que causava dúvida na cabeça do público, que via o capitão Kato em um episódio e Ibuki no outro. A troca de capitães aconteceu no episódio 22, e no episodio 48 "O Monstro da Preguiça " os personagens principais estão com outras vozes e não às do elenco de dubladores oficiais.
Os episódios 08 e 36 acabaram nunca sendo exibidos na televisão brasileira.

## Personagens
- Hideki Go: Jiro Dan
- Capitão Juichito Kato: Nobuo Tsukamoto
- Capitão Ryu Ibuki: Jun Negami
- Fumio Kishida: Ken Nishida
- Ippei Ueno: Yutaro Mitsui
- Takeshi Minami: Shunsuke Ikeda
- Yukiko Oka: Mika Katsuragi
- Yumiko Murano: Kazuko Iwasaki
- Akiko Sakata: Rumi Sakakibara
- Ken Sakata: Mori Kishida
- Jiro Sakata: Hideki Kawaguchi

## Episódios
| - 01. O Ataque dos Monstros - 02. Takkong Contra-Ataca - 03. Há alguém na Morada dos Monstros - 04. O Perigo Mortal - 05. Dois Grandes Monstros em Tóquio - 06. O G.A.M Contra Ataca! - 07. Operação Arco-Íris - 08. O Monstro Bomba-Relógio - 09. S.O.S.! Ilha do Monstro - 10. Não matem o Monstro! - 11. O Monstro do Gás Venenoso - 12. A Vingança do Monstro Eiguer - 13. O Monstro das Marés - 14. A Fúria do Céu e da Terra - 15. A Vingança do Menino Monstro - 16. O Mistério de Terrotchilus, o Pássaro Monstro - 17. Terrotchilus e a Grande Explosão Aérea em Tóquio - 18. Ultraseven em Ação! - 19. O Monstro Transparente Vindo do Espaço - 20. O Monstro que Caiu do Espaço - 21. O Monstro Televisivo - 22. Deixem esse Monstro para mim! - 23. O Monstro Devorador de Estrelas - 24. O Monstro que Nasceu no Prédio - 25. Vindo de Outra Terra - 26. O Inseto Assassino | - 27. O Último Golpe - 28. Operação Ultra-Estratégica - 29. Giro Ataca o Monstro - 30. A Maldição dos Ossos - 31. Anjo ou Demônio? - 32. Duelo ao Entardecer - 33. O Homem do Espaço - 34. Um Novo Tipo de Vida - 35. Prisma! O Monstro de Luz - 36. Na Escuridão da Noite - 37. Ultraman Morre ao Entardecer - 38. Quando Brilha a Estrela de Ultra - 39. O Homem de Neve do Século XX - 40. A Mulher de Neve - 41. A Vingança de Baltan - 42. O Monstro do Monte Fuji - 43. Os Deuses Passeiam no Lago - 44. Uma Garota de Coração Puro - 45. Matem Hideki Goh! - 46. O Matador Vermelho - 47. A Mulher Marcada - 48. O Monstro da Preguiça - 49. Guerreiros do Espaço contra o GAM - 50. Convite ao Inferno - 51. Os 5 Mandamentos de Ultra |